# Stanisław Aleksander Małachowski
Stanisław Aleksander Ignacy Małachowski herbu Nałęcz (1770–1849) – hrabia, generał brygady armii Księstwa Warszawskiego, senator-kasztelan, regimentarz województw na lewym brzegu Wisły w powstaniu listopadowym.

## Życiorys
Syn Mikołaja i Marianny Ewy Męcińskiej, młodszy brat Jana Nepomucena. Ożenił się z Anną Stadnicką i miał z nią trzech synów: Gustawa, Juliusza i Henryka oraz dwie córki: Gabrielę i Karolinę.
Absolwent Akademii Krakowskiej. Pracował w służbie dyplomatycznej Stanisława Augusta Poniatowskiego. Był członkiem świty poselstwa Franciszka Piotra Potockiego w Konstantynopolu w latach 1790–1791. Członek wolnomularstwa. Wziął udział w wojnie polsko-rosyjskiej 1792 roku.
Hrabia galicyjski od 1804. W 1807 roku własnym sumptem wystawił pułk kirasjerów i dowodził nim w stopniu pułkownika. Wziął udział w wojnie polsko-austriackiej 1809 roku, uczestnik inwazji na Rosję (1812). Dostał się do rosyjskiej niewoli.
Był autorem pamiętników, których opisał swoje poselstwo do Turcji i czasy Księstwa Warszawskiego.
Od 1818 był senatorem-kasztelanem Królestwa Kongresowego, hrabią potwierdzony w Królestwie Kongresowym w 1820. 
W 1828 roku był członkiem Sądu Sejmowego, mającego osądzić osoby oskarżone o zdradę stanu
Jako senator podpisał 25 stycznia 1831 roku akt detronizacji Mikołaja I Romanowa. 11 sierpnia 1831 mianowany senatorem-wojewodą Królestwa Kongresowego.
W Księstwie Warszawskim odznaczony Krzyżem Kawalerskim Orderu Virtuti Militari (wg nekrologu w ówczesnej gazecie był to Krzyż Złoty Orderu Virtuti Militari). Posiadał też rosyjski Order św. Anny I kl., kongresówkowy Order św. Stanisława I kl., a także francuski Krzyż Oficerski Legii Honorowej.
Był członkiem Najwyższej Kapituły loży wolnomularskiej Jedność Słowiańska w 1820 roku.